# Islam Dugusjiev
Islam Dugusjiev, född den 15 april 1966 i Almata, Kazakstan, är en kazakisk brottare som tog OS-silver i lättviktsbrottning i den grekisk-romerska klassen 1992 i Barcelona.